# Édouard Lartet

Bastón perforado magdaleniense (anteriormente conocidos como «bastones de mando»). Colección Lartet (Museo de Toulouse).

Édouard Lartet (15 de abril de 1801 en Castelnau-Barbarens - 28 de enero de 1871 en Seissan) fue un geólogo y prehistoriador francés. Su buena posición económica le permitió consagrarse a su pasión por la paleontología y la geología. En 1834 descubrió el yacimiento terciario de Sansan, donde identificó más de noventa especies fósiles de mamíferos y reptiles. En 1836 descubrió el primer fósil de un gran simio, el Pliopithecus. Sus estudios arqueológicos en Massat y Aurignac contribuyeron a demostrar la contemporaneidad del hombre con especies animales ya desaparecidas.
En 1861, propuso una cronología del Cuaternario basada en las sucesivas especies dominantes de grandes mamíferos, a partir de las cuales él pensaba poder fechar las industrias líticas paleolíticas. En 1866, fue elegido presidente de la Sociedad geológica de Francia.
Su hijo, Louis Lartet, también realizaría investigaciones y descubriría el célebre Hombre de Cro-Magnon en Eyzies-de-Tayac en marzo de 1868.
- Datos: Q274226
- Multimedia: Édouard Lartet / Q274226
- Especies: Édouard Armand Isidore Hippolyte Lartet